# Camila (formație)
Camila este o trupă de muzică pop din Mexic. Trupa a luat naștere în anul 2005 în Ciudad de Mexico. Numele inițial al trupei a fost Altavoz (difuzor), dar cum acest nume s-a dovedit a fi deja înregistrat de altă trupă și-au schimbat în Camila care înseamnă aproape de Dumnezeu. 

## Componență
Formația Camila este compusă încă de la apariția ei de către:
- Mario Domm (nume real:Mario Alberto Domínguez Zarzar), născut în Torreón, statul Coahuila, Mexic la data de 22 ianuarie 1977. Mario este absolvent al Școlii Naționale de Muzică din Ciudad de Mexico (Escuela Nacional de Música). Este compozitor și producător. Mario a scris melodii care sau devenit șlagăre pentru importanți cântăreți precum: Alejandra Guzmán, Alejandro Fernández, Reyli, Kalimba, Paulina Rubio sau Thalía.
- Samo (nume real:Samuel Parra), născut în Statul Veracruz, Mexic este vocalistul formației. De-a lungul timpului a lucrat cu renumiți cântăreți precum: Yuri, Alan, María del Sol, Cristian Castro, León sau Reyli.
- Pablo Hurtado, născut în San Luis Potosí, Mexic, este chitaristul formației.

## Albume
- 2006 Todo Cambió
- 2010 Dejarte de Amar

## Premii și nominalizări
- nominalizat la premiile Premio Lo Nuestro 2007
- în 2007 albumul Todo Cambio a câștigat discul de aur și pe cel de platină în Mexic
- pe 29 august 2007 a fost albumul a fost nominalizat la premiile Latin Grammy la secțiunea Cântecul Anului.
- în februarie 2008, Camila a obținut două premii Lo Nuestro la secțiunile Cântecul Anului și Formația sau Duetul Anului.
- 26 martie 2010, a dobândit premiul Lo Nuestro pentru albumul Dejarte de Amar
- în anul 2010 Camila a câștigat trei premii Latin Grammy, din 10 nominalizări, la secțiunile Cântecul Anului cu melodia Mientes, Formația sau duetul Anului și Cel mai bun Album pentru albumul Dejarte de Amar.